# Automobiles Chatenet
Automobiles Chatenet ist ein französischer Leichtkraftwagenhersteller. Die Firma wurde 1984 von Louis George Chatenet gegründet und produziert Leichtkraftfahrzeuge in Pierre-Buffière, Département Haute-Vienne. Im Unterschied zu anderen Kleinwagen darf der Wagen in manchen Ländern ohne PKW-Führerschein, lediglich mit einem Moped-Führerschein gefahren werden. In Deutschland reicht ein Führerschein der Klasse AM (Leichtkraftfahrzeuge bis 45 km/h).

## Technische Daten
- 2 Sitze
- 45 km/h
- Leergewicht 350 kg
- 2-Zylinder-4T-Diesel-Motor, 4 kW
- stufenlose Automatik
- 3,5 Liter Diesel/100 km
- In den meisten Ländern steuerfrei
- Hauptuntersuchung (in Deutschland) nicht erforderlich
- zulassungsfrei in Deutschland
- nur Versicherungskennzeichen in Deutschland notwendig
- Tankvolumen ca. 11 Liter Diesel
- Eine Reichweite von 130 km ohne Reserve

## Technische Daten Modell 523
- 2 Sitze
- 98 km/h
- Leergewicht 350 kg
- 2-Zylinder-4T-Otto-Motor, 15 kW
- stufenlose Automatik
- 5,5 Liter Super/100 km
- Führerschein: Klasse 4 bei Erwerb vor dem 1. Dezember 1954 oder Klasse B

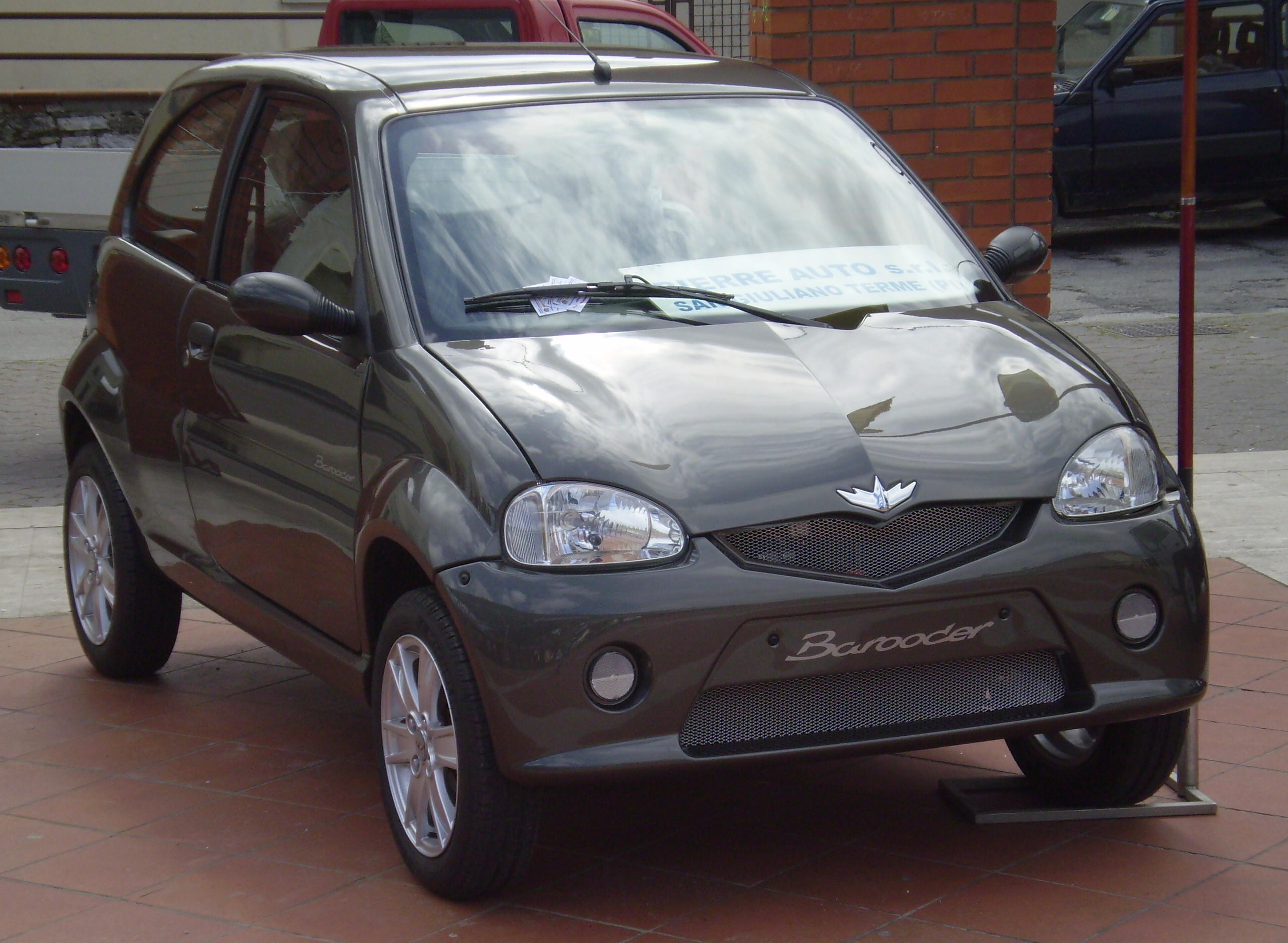
Chatenet Barooder
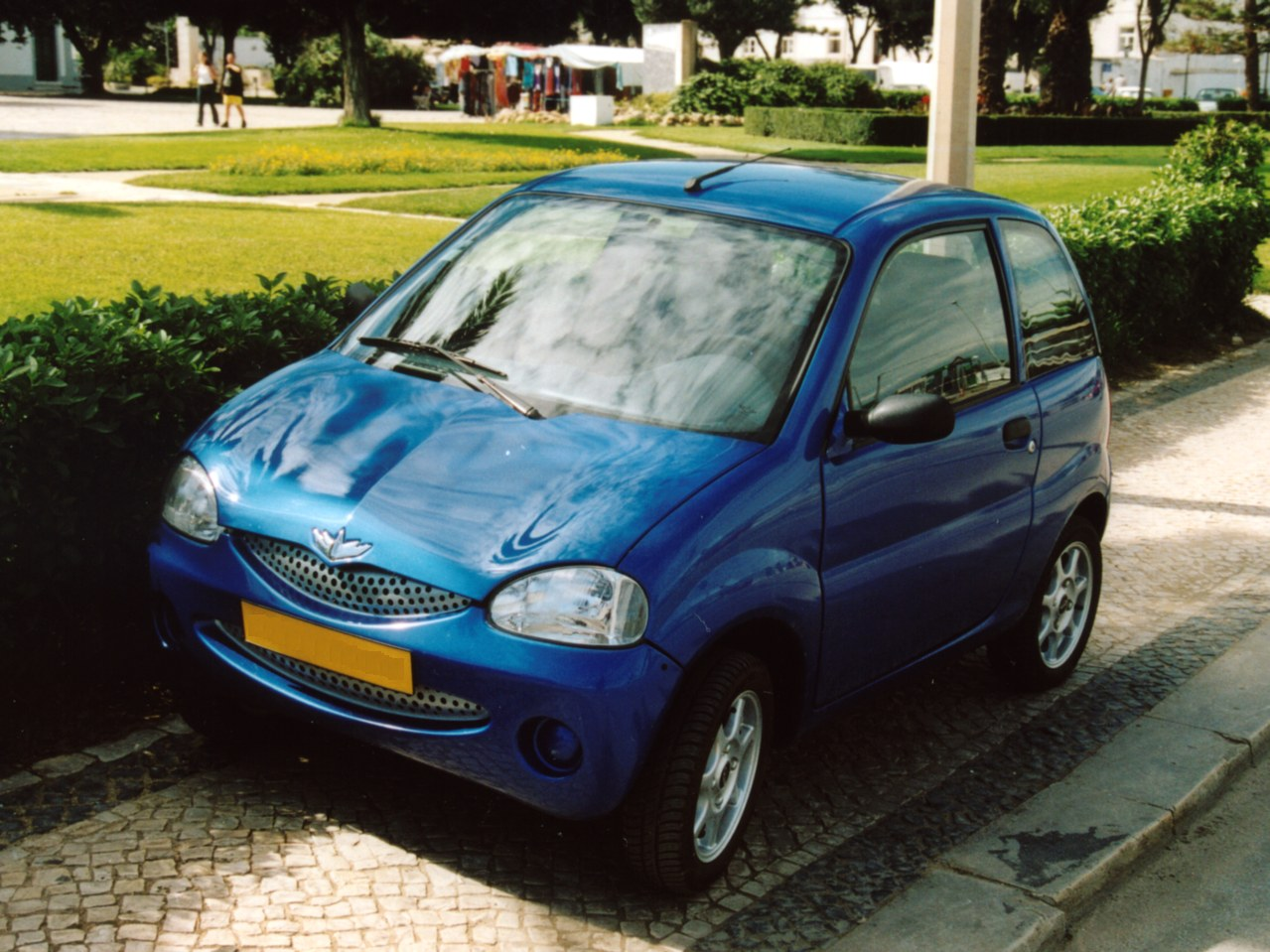
Chatenet Media
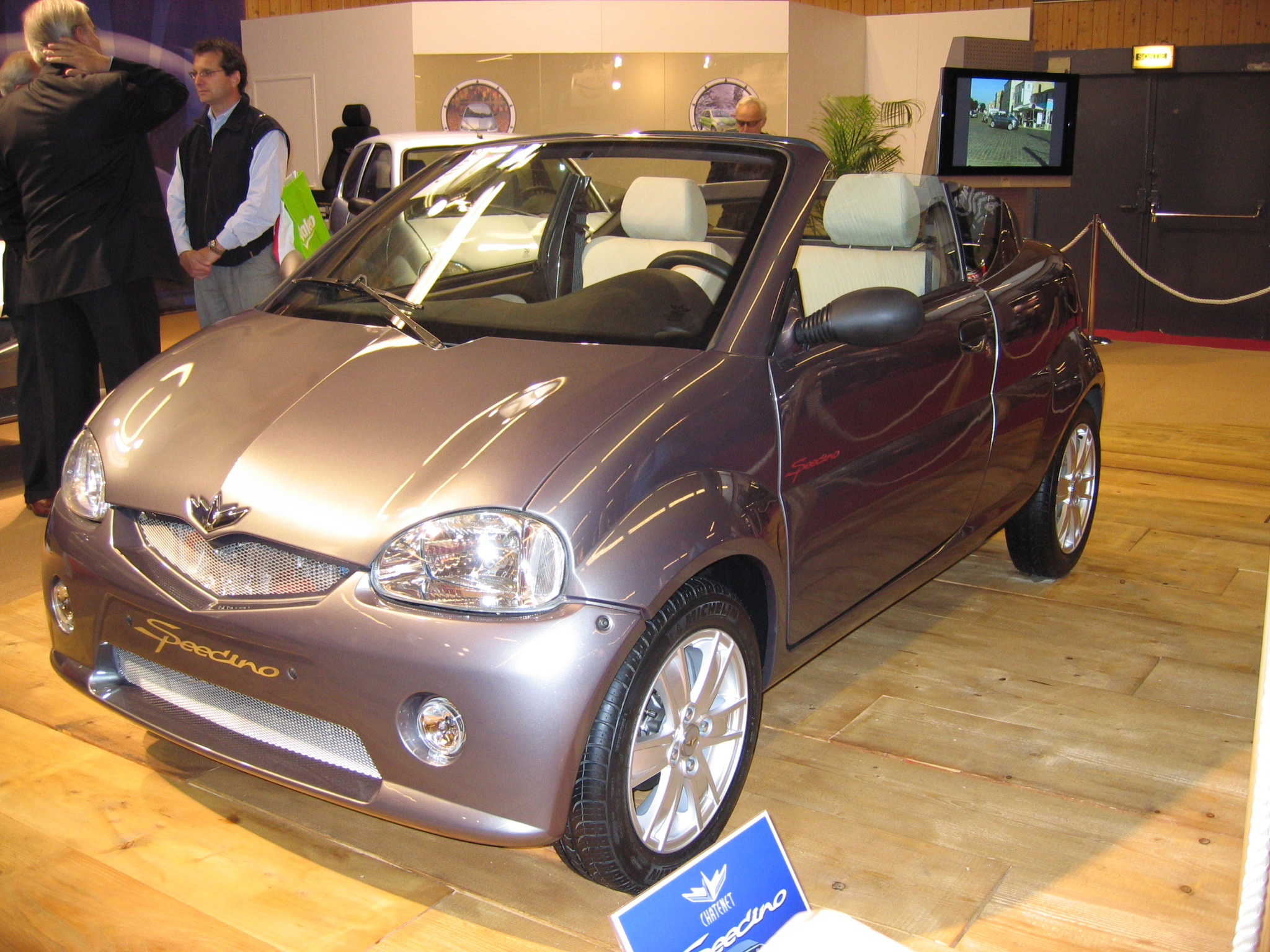
Chatenet Speedino
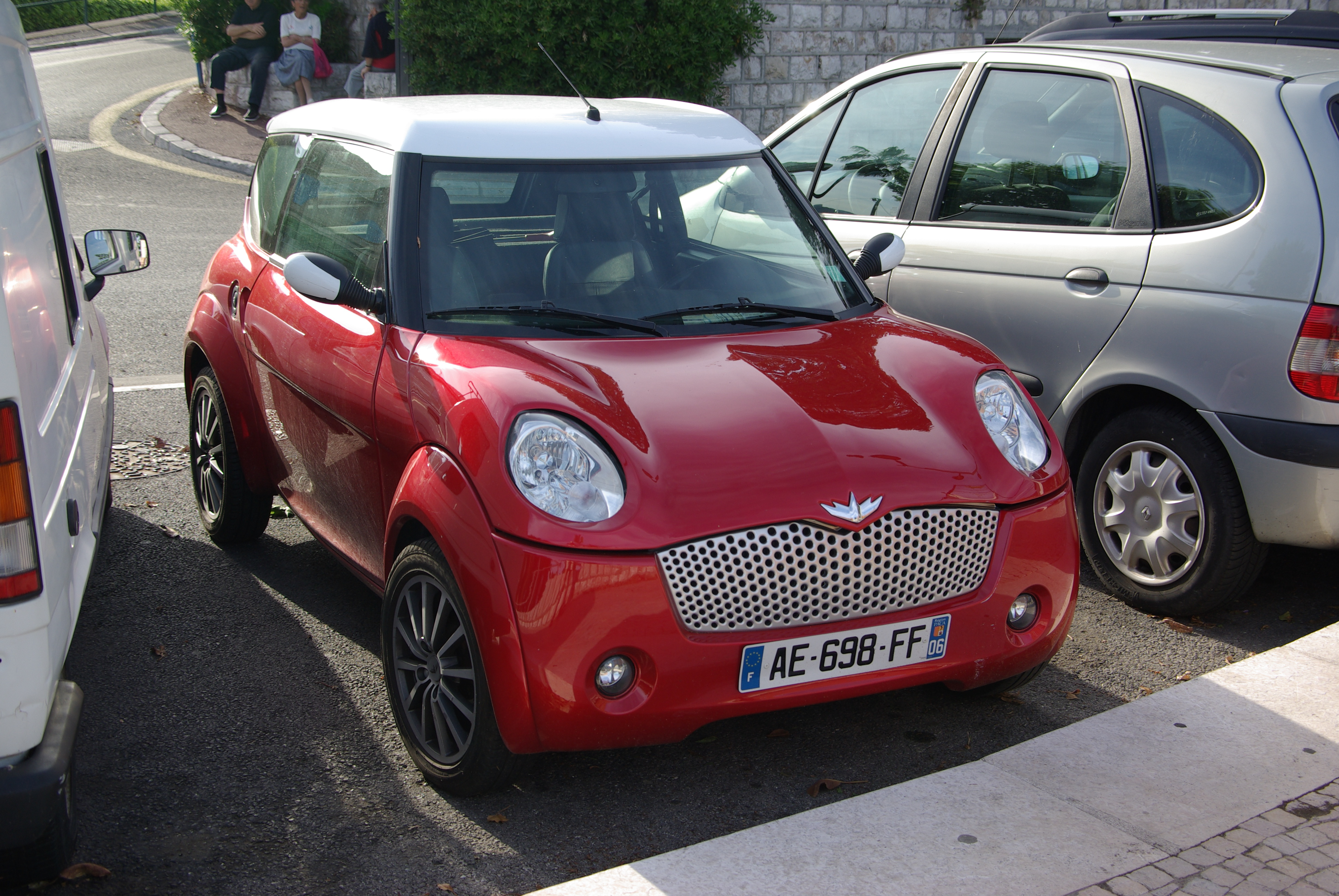
Chatenet CH26
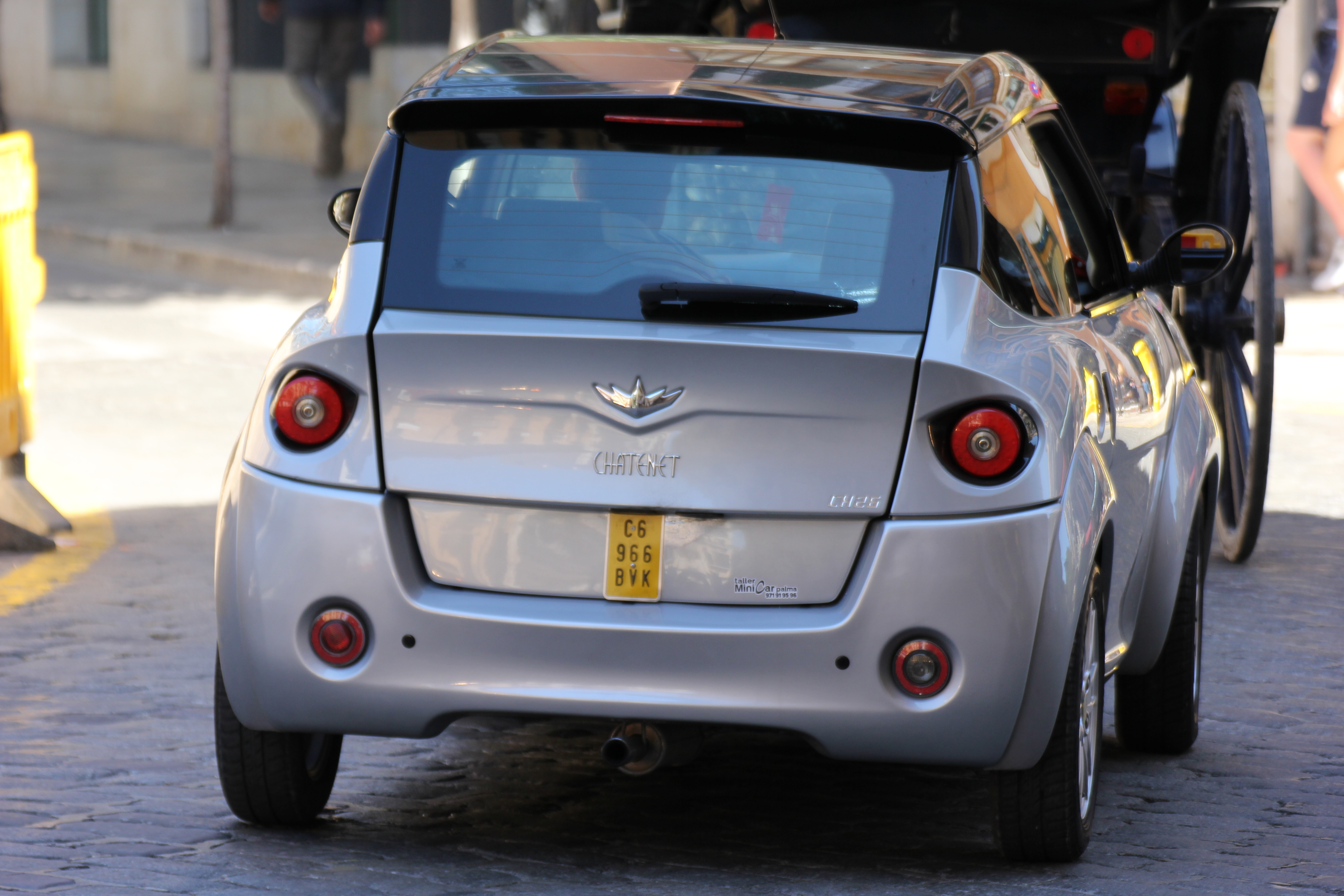
Chatenet CH26